# KF 프리슈티나
KF 프리슈티나(알바니아어: Klubi Futbollistik Prishtina)는 코소보 프리슈티나를 연고지로 하는 축구 클럽이다. 홈 구장은 스타디우미 파딜 보크리이다. 현재 코소보의 축구 리그인 코소보 슈퍼리그에 소속되어 있으며, 코소보 슈퍼리그로 들어가기 전 세르비아 몬테네그로 1부 리그에 소속되어 있었다.

## 선수 명단

### 현역
참고: FIFA 자격 규정에 따라 소속된 국가대표팀 국기를 표시합니다. 선수는 복수의 FIFA 비회원국 국적을 가지고 있을 수 있습니다.
| 번호 | 포지션 | 국적         | 이름                |
| ---- | ------ | ------------ | ------------------- |
| 7    | FW     | 코트디부아르 | 요안 마크 올리비에  |
| 9    | FW     | 코소보       | 레오트림 크리예지우 |
| 29   | FW     |              | 악셀 그나피         |

| 번호 | 포지션 | 국적 | 이름 |
| ---- | ------ | ---- | ---- |

## 역대 감독
| 감독                  | 임기 |
| --------------------- | ---- |
| 미로슬라브 블라제비치 | 1986 |